# 咽丽鱼属
咽麗魚屬，是條鰭魚綱䲁形目麗魚科下的一個屬。

## 分類
本屬屬於褶唇麗魚亞科，目前被認可的種如下：
- 尖頭咽麗魚 Pharyngochromis acuticeps
- 達氏咽麗魚 Pharyngochromis darlingi